# Jean de Hexham

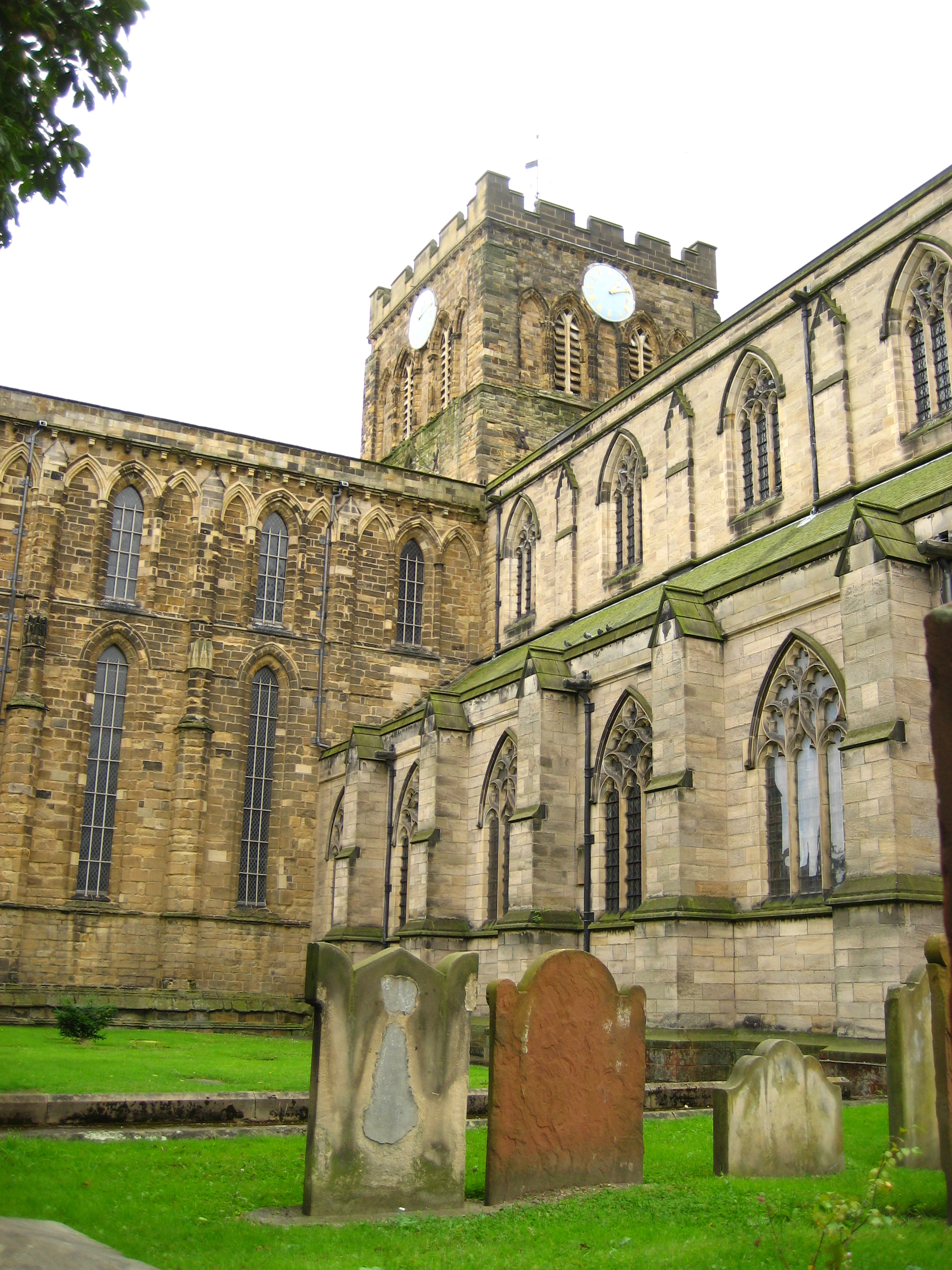

Jean de Hexham est un prieur augustinien de l'abbaye de Hexham et un chroniqueur anglais mort avant 1209.

## Biographie
Les éléments connus de sa vie sont très succincts. Il est né à Hexham, et devient chanoine du prieuré augustinien de la ville qui a été fondé au début du XIIe siècle. Les historiens pensent qu'il devient prieur de Hexham vers 1160, succédant à Richard de Hexham, lui aussi chroniqueur. En 1189, il occupe toujours cette fonction, mais la date de sa mort n'est pas connue, tout juste sait-on qu'elle est intervenue avant 1209.

## Œuvres
Jean de Hexham est principalement connu pour son œuvre écrite qui est une continuation de l'Historia regum de Siméon de Durham, et relate les événements survenus en Angleterre de 1130 à 1154. Rédigée vers 1170, il n'en subsiste qu'un unique exemplaire conservé au Corpus Christi College de l'université de Cambridge. Cette œuvre, telle qu'elle nous est parvenue, comprend plusieurs interpolations et emprunte des éléments d'autres sources telles que Jean de Worcester, Henri de Huntingdon et bien sûr Richard de Hexham. 
C'est une source importante qui contient beaucoup d'informations originales sur la première moitié du XIIe siècle anglais. Elle est d'un très grand intérêt en matière d'histoire religieuse du Nord de l'Angleterre, et comprend notamment les récits les plus fiables de la dispute qui suivit l'élection de Guillaume FitzHerbert au siège archiépiscopal d'York en 1140-1141, ou des difficultés rencontrées par Guillaume de Sainte-Barbe, élu évêque de Durham, face à Guillaume Cumin. En effet, les prieurs de Hexham bénéficiaient d'un siège au chapitre cathédral d'York, ce qui leur donnait accès à des informations de première main. Néanmoins, Jean de Hexham ne se contente pas de relater l'histoire locale, et il aborde divers événements ayant eu lieu ailleurs dans le royaume ou dans le reste de l'Europe.

### Sources
- John Taylor, « Hexham, John of (d. before 1209) », Oxford Dictionary of National Biography, Oxford University Press, 2004.